# Richard Ruoff
Richard Ruoff (* 18. August 1883 in Meßbach/Württemberg; † 30. März 1967 in Tübingen) war ein Generaloberst während des Zweiten Weltkriegs.

## Leben

### Familie
Richard war ein Sohn des württembergischen Amtmanns und Domänenpächters Fritz Ruoff und dessen Ehefrau Maria, geborene Thomm. Ruoff heiratete 1909 Martha Fuchs, mit der er die vier Kinder Elfriede (* 1919), Gerhard (* 1921), Irmgard (* 1922) und Arnold (* 1930) hatte.

### Militärkarriere
Nachdem Ruoff sein Abitur am Gymnasium in Heilbronn abgelegt hatte, trat er am 15. April 1903 als Fahnenjunker in das 10. Württembergische Infanterie-Regiments Nr. 180 der Württembergischen Armee in Tübingen ein. Er avancierte Mitte August 1904 zum Leutnant, war 1910 Bataillonsadjutant und stieg als Oberleutnant im Februar 1913 zum Regimentsadjutant auf.
Mit Ausbruch des Ersten Weltkriegs wurde Ruoff Ende November 1914 zum Hauptmann befördert und fand als Kompaniechef mehrfach Verwendung. Im Laufe des Krieges war er Adjutant der 51. Reserve-Infanterie-Brigade und zum Generalstab der 26. Reserve-Division kommandiert. Für seine Leistungen war Ruoff mit beiden Klassen des Eisernen Kreuzes, dem Ritterkreuz des Militärverdienstordens, dem Ritterkreuz I. Klasse des Friedrichs-Ordens sowie dem Verwundetenabzeichen in Schwarz ausgezeichnet worden.

Nach dem Waffenstillstand von Compiègne diente Ruoff ab Dezember 1918 als Kompaniechef in seinem Stammregiment und war ab Januar 1919 bis zur Demobilisierung seines Verbandes Kommandeur des III. Bataillons. Mit der Übernahme in die Reichswehr war er zunächst Adjutant und Generalstabsoffizier im Stab der 5. Division in Stuttgart. Im Jahr 1923 wurde er Chef der 11. Kompanie des 14. (Badisches) Infanterie-Regiments in Konstanz. 1926 wurde er zum Major befördert und 1931 zum Oberstleutnant und Kommandeur des III. Bataillons des 13. (Württembergisches) Infanterie-Regiments in Ulm. 1933, nunmehr zum Oberst befördert, wurde er Regimentskommandeur in Ludwigsburg. Schon 1934 wurde Ruoff erneut Generalstäbler, diesmal als Chef des Generalstabes beim V. Armeekorps in Stuttgart und dann als Generalmajor im Jahre 1936 Chef des Generalstabes der Heeresgruppe 3 in Dresden und schließlich 1938 als Generalleutnant Chef des Generalstabes der Heeresgruppe 5 in Wien.

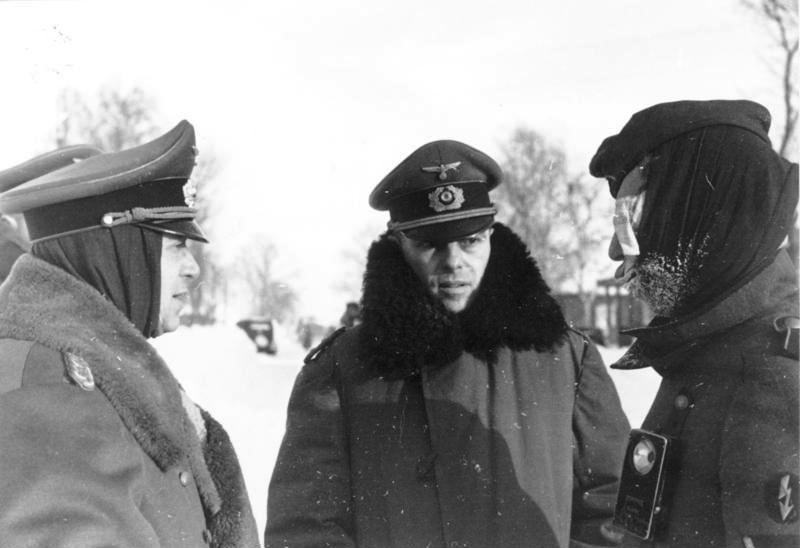
Richard Ruoff (links), November 1941

Am 1. Mai 1939 übernahm er unter gleichzeitiger Beförderung zum General der Infanterie als Kommandierender General das V. Armeekorps und wurde zugleich Befehlshaber im Wehrkreis V in Stuttgart. Mit diesem Korps zog Ruoff in den Zweiten Weltkrieg. Das Korps war zunächst am Westwall. Im Westfeldzug (Mai und Juni 1940) erzwang das Korps unter anderem die Übergänge über die Maas und drang über den Aisne-Abschnitt nach Süden vor.
Im Ostfeldzug drang sein Korps über Suwałki, im Bereich der Heeresgruppe Mitte, vom Nordwesten her bis an die Ringbahn Moskaus vor. Am 30. Juni 1941 wurde Ruoff mit dem Ritterkreuz des Eisernen Kreuzes ausgezeichnet und am 8. Januar 1942 zum Oberbefehlshaber der im Mittelabschnitt eingesetzten 4. Panzerarmee ernannt. Er wurde am 1. Juni 1942 zum Generaloberst befördert, übernahm das Armeeoberkommando 17 und führte die Armee Ende Juli 1942 aus den Don-Brückenköpfen in den Kaukasus.
Im Juli 1943 wurde er beim Kriegsverbrecherprozess von Krasnodar in Abwesenheit angeklagt.
Im Juni 1943 wurde Ruoff als Generaloberst in die Führerreserve versetzt und bis zum Kriegsende nicht mehr verwendet. Bei Kriegsende wohnte er am Bodensee. Er verstarb am 20. März 1967 in Tübingen.